# Cyclocephala castanea
Cyclocephala castanea är en skalbaggsart som beskrevs av Olivier 1789. Cyclocephala castanea ingår i släktet Cyclocephala och familjen Dynastidae. Inga underarter finns listade i Catalogue of Life.